# 林家志弦
林家 志弦（はやしや しづる、3月22日 - ）は、日本の漫画家。女性。埼玉県出身。

## 来歴・人物
1980年代後半、「林家ぱー」名義でパソコン用美少女ゲームのキャラクターデザイナー兼シナリオライターとしてデビュー。バーディーソフトの専属スタッフとして、『CAL』シリーズを始めとする様々な作品を生み出した。また、ほぼ同時期からサークル『JESUS DRUG』を主催して同人誌製作やゲーム専門誌等でいくつかコミック作品を発表しており、漫画の分野でも一定の活動を行っていた。
1992年、バーディソフトを離脱し、スタジオトゥインクルの旗揚げに参加。1994年にペンネームを「林家志弦」に改名し、並行して1993年から1996年の3年間メディアックス社の『花いちもんめ』『コミックライズ』『コミックゲイザー』の表紙を担当。1998年、スタジオトゥインクル解散に伴い、本格的に漫画家へと転向した。
落語家の亭号である林家とは一切関係がない。特に初期の「林家ぱー」は林家ペーの芸名をもじったものを思わせるが、活動歴において林家のいずれかの落語家門下になったわけではない。
ゲームデザイナーとしては「吉岡詩織」「織田めい」、初期の同人誌では「よしおか司」などのペンネームも使用していた。

## 作風・画風
- 代表作の『はやて×ブレード』に見られるように、ギャグとシリアスを織り交ぜたテンポの良い展開が特徴的である。
- どちらかといえば少年漫画風の線が太い絵柄。
- 影響を受けた漫画家は高橋留美子、島本和彦等、主に1980年代前半から活躍していた作者が多い。
- カラー絵はゲームを製作していた仕事柄、創成期からCGを使用している。一方で1990年代半ばごろまでの同人誌では水彩画など少女漫画風の手塗りもしていた。現在はCG塗りのみでアニメ塗りを多用するが、描き方を作品によって使い分ける。

## 作品リスト

### 漫画作品
- 『ひまわり地獄』（1998年6月27日[3]、マイクロデザイン出版局『ゲーム批評』、メディアワークス〈電撃コミックス〉、ISBN 4-07-307922-0、全1巻）
- 『演撃少女 命』（2000年3月27日[4]、メディアワークス『月刊コミック電撃大王』、〈電撃コミックス〉、ISBN 4-8402-1508-1、全1巻）
- 『シスターレッド』（メディアワークス『月刊コミック電撃大王』、〈電撃コミックスEX〉、全2巻）
連載終了後に掲載された読み切りやラフ画は同人誌『カウント 1』に収録。
  1. 2001年3月10日[5]、ISBN 4-8402-1784-X
  2. 2003年10月10日[6]、ISBN 4-8402-2505-2
- 『おねがい☆ティーチャー』（原作：Please!、メディアワークス『月刊コミック電撃大王』、〈電撃コミックス〉、全2巻）
DVD特典漫画やラフ画は同人誌『カウント 1』に収録。
  1. 2002年6月27日[7]、ISBN 4-8402-2131-6
  2. 2003年2月27日[8]、ISBN 4-8402-2333-5
- 『はやて×ブレード』（『月刊コミック電撃大王』 2004年1月号 - 2008年7月号、『ウルトラジャンプ』 2008年9月号 -  2013年8月号）
  - メディアワークス〈電撃コミックス〉、全8巻
  - 集英社〈ヤングジャンプ・コミックス・ウルトラ〉、全18巻
- 『はやて×ブレード2』（集英社『ウルトラジャンプ』 2013年9月号 - 2017年12月号、全6巻）
- 『ULTRA SWORD』（2004年9月10日[9]、コアマガジン『コミックメガプラス』、〈ホットミルクコミックシリーズ180〉、ISBN 4-87734-763-1、全1巻）
本誌の全員サービスで配布された冊子の漫画やラフ画は同人誌『カウント 1』に収録。
- 『ストロベリーシェイクSweet』（一迅社『コミック百合姫』 創刊号 - Vol.14、単行本全2巻、新装版全1巻）
元々は『ストロベリーシェイク』のタイトルで百合姉妹（マガジン・マガジン）で創刊時からVol.5まで連載していたが休刊により打ち切り。その後『コミック百合姫』創刊により同誌へ移籍し、作品名を改題した。
- 『ビージェネ! Beat Punk Generation』（メディアワークス → シルフ / アスキー・メディアワークス『comic SYLPH』、〈電撃コミックス〉、全1巻）
  1. 2008年9月27日[10]、ISBN 978-4-04-867320-4
- 『地獄ニート』（2013年6月16日[9]、コアマガジン〈ホットミルクコミックスEX27〉、ISBN 978-4-86436-345-7、全1巻）
表題作その他単行本未収録作品集。
- 『思春期生命体ベガ』（白泉社『楽園 Le Paradis』、全1巻）
表題作その他単行本未収録作品集。
  - 通常版：2013年6月29日[11]、ISBN 978-4-59271-056-1
  - ドラマCD付特装版：2013年5月31日[12]、ISBN 978-4-59210-504-6
- 不思議な妖精ピサチ（『月刊コミック電撃大王』読み切り複数、単行本未発売）
- キリカのビーム（竹書房『まんがライフMOMO』、単行本未発売） - 漫画は同人誌『カウント 2』に収録。
- 『B.L.T.』（東京ニュース通信社）にて2002年から2003年まで4コマ漫画を連載していた。漫画は同人誌『カウント 0』に収録。
- 『コンプティーク』（角川書店）にて2000年代初期から2003年8月号まで4コマ漫画形式でエッセイを連載していた。漫画は同人誌『カウント 1』に収録。
- 『ULTIMATE-MAMA』（2022年8月31日発売[13]、コアマガジン『コミックメガストアDEEP』、全1巻）
「FRIDAY IS THE DAY」（『ウルトラジャンプ』掲載）収録[13]。

### ゲーム作品
※出典：『DRUG STORE 林家志弦作品集』70頁。
林家志弦名義
- 『トワイライト』 （スタジオトゥインクル / PC）- キャラクターデザインの一部、CG彩色
- 『MEMU(舞夢)』 （スタジオトゥインクル / PC）- キャラクターデザインの一部、CG彩色
- 『惑星ΩのQ王子』 （スタジオトゥインクル / PC）
- 『Blind Games』 （May-Be SOFT / PC）
- 『ゆうわくオフィス恋愛課』 （タカラ / PS）
- 『ツアーパーティー 卒業旅行にいこう』 （タカラ / PS、SS）

林家ぱー名義
- 『CAL』 （バーディソフト / PC）- CG彩色
- 『CAL II』 （バーディソフト / PC）- CG彩色、キャラクターデザインの一部
- 『JOKER』 （バーディソフト / PC）- 原案、キャラクターデザイン、CG彩色
- 『JOKER II』 （バーディソフト / PC）- 原案、キャラクターデザイン、CG彩色
- 『MY EYES!』 （バーディソフト / PC）- キャラクターデザイン、CG彩色
- 『鏡』 （スタジオトゥインクル / PC）- キャラクターデザインの一部、CG彩色
- 『分裂守護神トゥインクル☆スター』 （スタジオトゥインクル / PC）- 原案、キャラクターデザインの一部、CG彩色

その他名義
- 『きゃんきゃんバニー スペリオール』 （カクテル・ソフト / PC 吉岡詩織名義）- キャラクターデザインの一部
- 『コズミック・サイコ』 （カクテル・ソフト / PC 吉岡詩織名義） - キャラクターデザイン、CG彩色
- 『ハート・ヒート・ガールズ』 （Cat's pro / PC 織田めい名義） - パソコン雑誌の付録として、同作品の前日譚の漫画を掲載。キャラクターデザイン、原画
- 『ストロベリー大戦略』 （フェアリーテール / 名義不明） - キャラクターウインドウ
- 『リップスティックアドベンチャー2』 （フェアリーテール / 名義不明） - CG彩色
- 『BIRDY WORLD - バーディーワールド -』 （バーディソフト / PC）- キャラクターデザインの一部、CG彩色

### 画集
- 『DRUG STORE 林家志弦作品集』 （1996年1月、茜新社、ISBN 4-87182-177-3）

唯一商業発売された林家の個人画集。現在は絶版。

### その他商業向け作品
- 『CGを描こう! ゲーム感覚で楽しく学ぶ、16色CG描き方教本 for PC‐9801』 （1994年8月、小学館〈POPCOM BOOKS〉、ISBN 4-09-385084-4）

CGの描き方の解説書。挿絵の一部を担当。
- 『CGを描こう! 2 応用編 for PC‐98シリーズ』 （1995年5月、小学館〈POPCOM BOOKS〉、ISBN 4-09-385086-0）

一部で解説を担当。
- 『ミストラルージュトレーディングカードゲーム公式攻略ブック』 （2001年10月22日[14]、角川書店、ISBN 4-04-707077-7）

ミストラルージュトレーディングカードゲームの解説書。『サーファーズパラダイス』にて連載されていた同ゲームのウェブコミックと封入特典として林家のイラストによるスペシャルカードが収録されている。
- 『メガキューブカラーイラストコレクション』 （2002年6月、コアマガジン、ISBN 4-87734-549-3）

オムニバス形式の成人向けイラスト集。林家は5ページを担当。